# Maritza Jiménez
Maritza Jiménez es una deportista chilena que compitió en judo. Ganó una medalla de bronce en el Campeonato Panamericano de Judo de 1982, en la categoría de –52 kg.

## Palmarés internacional
| Campeonato Panamericano | Campeonato Panamericano   | Campeonato Panamericano | Campeonato Panamericano |
| Año                     | Lugar                     | Medalla                 | Categoría               |
| ----------------------- | ------------------------- | ----------------------- | ----------------------- |
| 1982                    | Santiago de Chile (Chile) | Medalla de bronce       | –52 kg                  |